# Love Reset
Love Reset (en hangul, 30일; en hanja, 30日; literalmente, «30 días») es una película surcoreana de 2023 dirigida por Nam Dae-jung y protagonizada por Kang Ha-neul y Jung So-min. Se estrenó en su país el 3 de octubre de 2023.

## Sinopsis
Jeong-yeol y Na-ra se sintieron mutuamente atraídos por las diferencias del otro, y se casaron pese a la oposición de sus familias y amigos. Después de un tiempo, lo que todos sospechaban se ha hecho realidad y ahora son incapaces de tolerar la mezquindad y la terquedad del otro. Los dos anuncian su intención de divorciarse ante el tribunal y entran en un período de mediación de treinta días. Sin embargo, el plan sale mal cuando sufren un accidente automovilístico, de resultas del cual pierden la memoria y ya no se reconocen entre sí ni a sus familias.

## Reparto

### Principal
- Kang Ha-neul como No Jeong-yeol, que pasó de ser un tímido estudiante universitario a un exitoso abogado.[6][7][8]
- Jung So-min como Hong Na-ra, la inteligente productora de cine a la que nadie puede parar.[9][4]
- Kim Sun-young como Sook-jeong, la madre de Jeong-yeol.[10]
- Jo Min-su como Bo-bae, la madre de Na-ra.[10]

### Secundario
- Yoon Kyung-ho como Ki-bae, el hermano mayor de Jeong-yeol, que es dueño de un bar.[11][10]
- Lee Sang-jin como Gwi-dong, el mejor amigo de Jeong-yeol.
- Hwang Se-in como Hong Na-mi, la hermana menor de Na-ra, que sueña con ser cantante.[12]
- Lim Chul-hyung como Hong Jang-gun, el padre de Na-ra, un general retirado.[13]
- Uhm Ji-yoon como Yeong-ji, amiga de Na-ra.[14]
- Song Hae-na como Ae-ok, amiga de Na-ra.
- Won Woo como Jang Tak-ho.
- Lim Jin-taek como una persona mayor.
- Kim Jin-man.
- Seo Han-gyeol como Ryu Mo-kyung.

### Apariciones especiales
- Jeon No-min como el doctor Cho.
- Tae In-ho como la estrella en el plató.
- Kang Ji-young como Sang-ah.[15][16]

## Producción
Kang Ha-neul y Jung So-min ya había coprotagonizado Twenty, filme que constituyó un éxito de taquilla en 2015.
El 18 de noviembre de 2022 se publicaron imágenes de la lectura del guion. El rodaje había comenzado dos días antes, y terminó el 10 de febrero de 2023. Cuatro días después se publicaron algunos fotogramas de la película.
El 24 de agosto de 2023 la productora confirmó el estreno para el 3 de octubre y lanzó dos carteles de los protagonistas y un avance de la película. El 18 de septiembre se llevó a cabo el pase previo para la prensa en el centro comercial CGV Yongsan, en Yongsan-gu, Seúl, con la presencia del director Nam Dae-jung y los actores Kang Ha-neul, Jung So-min, Jo Min-su, Kim Sun-young, Yoon Kyung-ho, Song Hae-na, Uhm Ji-yoon y Hwang Se-in.

## Estreno y taquilla
Love Reset se estrenó el 3 de octubre de 2023 en 1226 salas. El 14 de octubre ocupaba la undécima posición por taquilla entre las películas surcoreanas estrenadas en 2023, con el equivalente en wones a 6,9 millones de dólares. El mismo día 14 superó el millón de espectadores, meta alcanzada en solo once días desde el estreno, durante todos los cuales había ocupado el primer lugar en la taquilla nacional; por este motivo puede considerarse como el gran éxito cinematográfico de la temporada de otoño.

### Distribución internacional
Fuera de su país, la película alcanzó un gran éxito en Vietnam, ocupando el primer lugar en taquilla desde su estreno el 10 de noviembre. Además, ha sido vendida a países de toda Asia, Norteamérica, Sudamérica y Europa, donde tradicionalmente es difícil vender comedias románticas coreanas.